# Ben Sherman
Ben Sherman — британське товариство, яке випускає сорочки, взуття, штани і інший одяг.
Товариство засновано в 1963 році Артуром Бернардом Шерманом (1925—1987). 1946 року він емігрував у США та прийняв їхнє громадянство, де і одружився з дочкою каліфорнійського виробника одягу. Потім переїжджає в Брайтон, де купує фабрику, яка займалася виробництвом сорочок і засновує приватне товариство Ben Sherman Company.
Головним нововведенням його одягу стало наявність ґудзиків на комірі і петля на спині. Ці риси використовуються і до сьогодні. Марка користувалася великою популярністю у модів, котрі були основними покупцями продукції товариства. Потім сорочки Ben Sherman набули популярності також у скінхедів.
В 1968 році товариство переїжджає в Лондон, ставши однією з головних марок виробників одягу в Англії.
В 1969 році Ben Sherman відкриває нові магазини і переобладнує танцювальні зали в Північній Ірландії, щоб не відставати від шаленого темпу росту попиту на їхню продукцію.
До кінця 70-х попит на їхній одяг виріс настільки, що товариство ухвалило рішення про збільшення торгових площ і фабрик для виробництва одягу.
В середині 70-х років Бен Шерман переїжджає в Австралію, щоб насолодитися пляжним життям.
Одяг марки Ben Sherman також відома тим, що її носили багато відомих музикантів і співаків. Ben Sherman стала тоді четвертим найбільшим в Англії виробником повсякденного одягу (кежуал Casual) для чоловіків.
Ця марка одягу сьогодні популярна і у футбольних фанатів.